# Будзістово
Будзістово (пол. Budzistowo, нім. Altstadt) — село в Польщі, у гміні Колобжеґ Колобжезького повіту Західнопоморського воєводства.
У 1975-1998 роках село належало до Кошалінського воєводства.